# Ленінськ-Кузнецький міський округ
Ле́нінськ-Кузне́цький міський округ (рос. Ленинск-Кузнецкий городской округ) — міський округ Кемеровської області Російської Федерації.
Адміністративний центр — місто Ленінськ-Кузнецький.

## Історія
6 червня 1925 року село Леніно перетворено в місто обласного підпорядкування Ленінськ-Кузнецький, яке мало стати обласним центром.
Станом на 2002 рік міській раді підпорядковувались 1 міська та 2 селищні ради:
| Поселення                      | Площа, км² | Населення, осіб (2002) | К-ть НП | Населені пункти                                       |
| ------------------------------ | ---------- | ---------------------- | ------- | ----------------------------------------------------- |
| Ленінськ-Кузнецька міська рада | -          | 112253                 | 1       | місто Ленінськ-Кузнецький                             |
| Полисаєвська міська рада       | -          | 28151                  | 1       | місто Полисаєво                                       |
| Красногорська селищна рада     | -          | 3165                   | 2       | селище міського типу Красногорський, селище Шахти № 5 |
| Нікітинська селищна рада       | -          | 2481                   | 1       | селище міського типу Нікітинський                     |

2004 року Ленінськ-Кузнецька міська рада перетворена в Ленінськ-Кузнецький міський округ, Полисаєвська міська та Красногорська селищна ради утворили окремий Полисаєвський міський округ, селище Індустрія передано до складу Ленінськ-Кузнецького міського округу зі складу Ленінськ-Кузнецького району.

## Населення
Населення — 97401 особа (2019; 103938 в 2010, 146050 у 2002).

## Населені пункти
| № | Населений пункт            | Населення, осіб (2002) | Населення, осіб (2010) |
| - | -------------------------- | ---------------------- | ---------------------- |
| 1 | Індустрія, селище          | 24                     | 15                     |
| 2 | Ленінськ-Кузнецький, місто | 112253                 | 101666                 |
| 3 | Нікітинський, селище       | 2481                   | 2257                   |